# Aberlemno Sculptured Stones

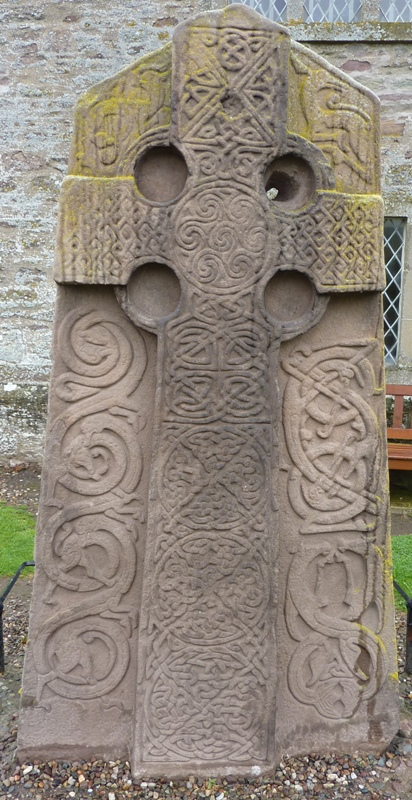
Aberlemno Churchyard Cross Slab: het keltisch kruis.

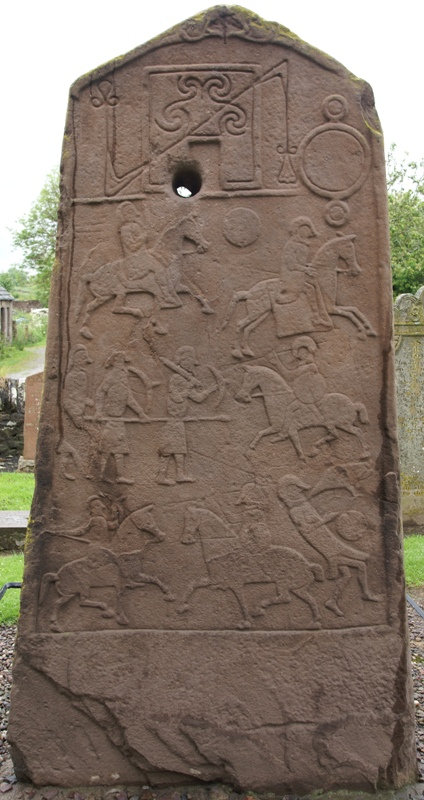
Aberlemno Churchyard Cross Slab: slag tussen Picten en Angelsaksen.

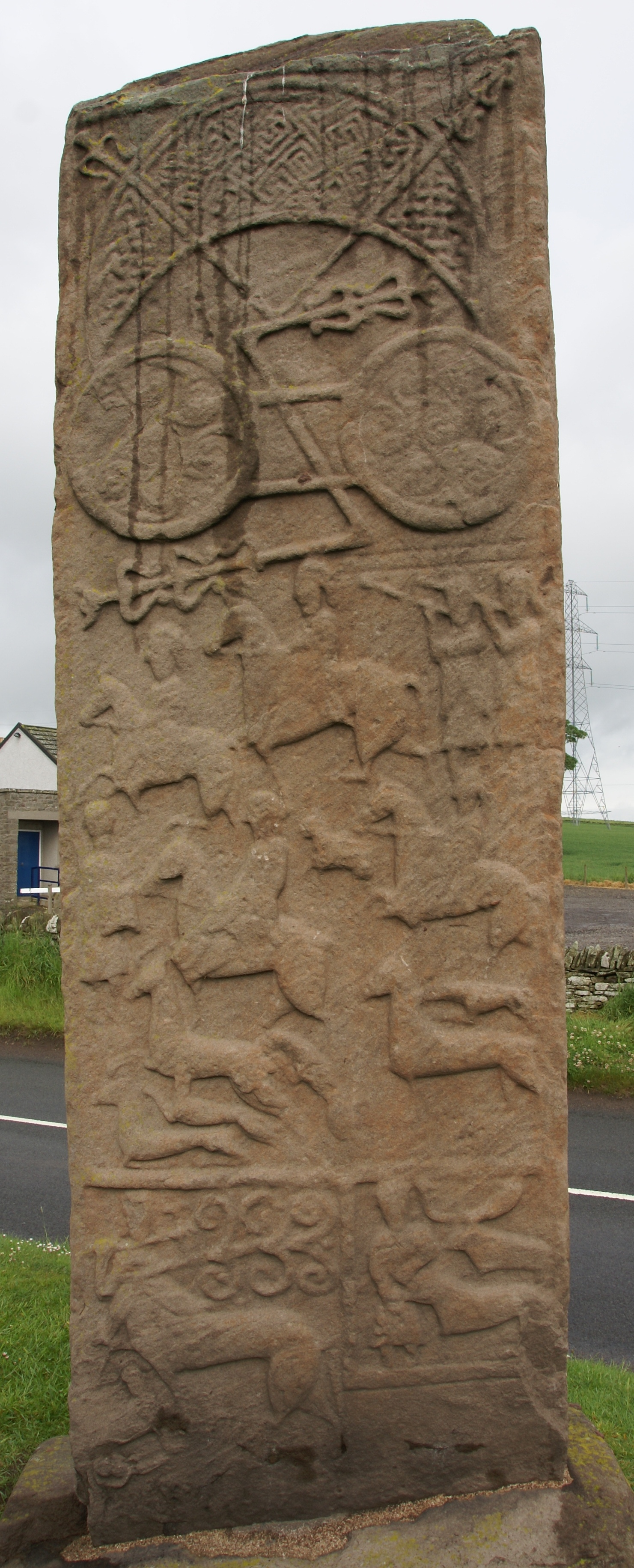
Roadside Cross Slab: jachtscène.

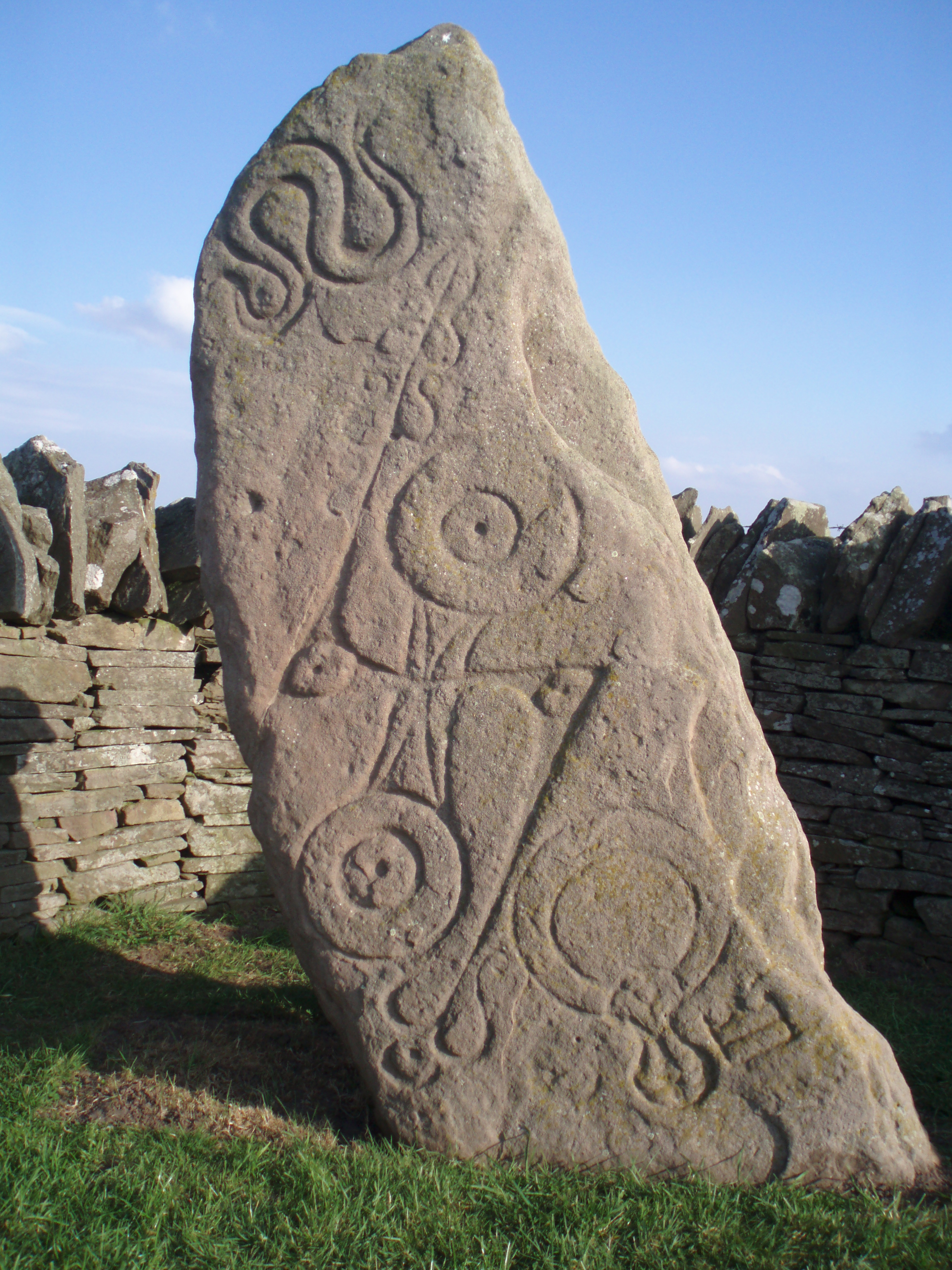
Northern Roadside Stone alias de Serpent Stone.

De Aberlemno Sculptured Stones zijn vier Pictische stenen uit de zesde tot negende eeuw, staande in Aberlemno, 9,6 kilometer ten
noordoosten van Forfar in de Schotse regio Angus.

## Beschrijving
In Aberlemno zijn vier pictische stenen gevonden, waarvan er drie naast de weg door het dorp zijn opgesteld en eentje op de begraafplaats bij de kerk.
In de pictische tijd lag er 1,5 kilometer ten oosten van Aberlemno het fort van Finavon. Twee van de stenen dateren uit de periode van de zesde tot achtste eeuw; deze stenen hebben geen christelijke symbolen. De twee andere stenen, beide met kruis, dateren uit de periode van de achtste tot negende eeuw.

### Southern Roadside Stone
De Southern Roadside Stone (de meest zuidelijke staande steen langs de weg, 56° 41' 33" N 2° 46' 52" W) is een klasse I pictische steen en is zwaar geërodeerd.
Op de steen zijn een wassende maan en een gebogen symbool te onderscheiden. De steen werd gevonden in het veld achter de huidige locatie. De steen is ook bekend onder de naam Aberlemno no. 4.

### Northern Roadside Stone
De Northern Roadside Stone (de meest noordelijke staande steen langs de weg, 56° 41' 33" N 2° 46' 51" W) is een klasse I Pictische steen. De voorzijde is voorzien van een aantal pictische symbolen, namelijk een slang, een dubbele schijf met Z-staaf en een spiegel met kam. De betekenis van deze symbolen is niet duidelijk. De meest gangbare theorie gaat ervan uit dat de symbolen verwantschappen aangeven. Op de achterzijde van de steen zijn putjes met cirkels uitgehakt, zogenaamde cup and ring marks, afkomstig uit de bronstijd. Dit wijst erop dat de Picten een oudere steen hebben herbruikt. De steen is 1,8 meter hoog en 0,9 meter breed.
De steen werd gevonden in het veld achter de huidige locatie. Andere namen voor deze steen zijn Aberlemno no. 1 en Serpent Stone (Slangensteen).

### Roadside Cross Slab
De Roadside Cross Slab (de platte steen met kruis langs de weg, 56° 41' 32" N 2° 46' 53" W) is een klasse II Pictische steen. De steen is 2,8 meter hoog, 1 meter breed en 0,3 meter dik.
Aan de voorzijde is een versierd keltisch kruis afgebeeld. Het kruis wordt geflankeerd door een engel aan beide zijden. De achterzijde toont een jachtscène. Ook staan er Pictische symbolen afgebeeld en wel de maan met V-staaf en de dubbele schijf met Z-staaf. Verder is Koning David vechtende met een leeuw afgebeeld. Ook de zijkanten zijn versierd.
De steen wordt ook Aberlemno no. 3 genoemd.

### Churchyard Cross Slab
De Churchyard Cross Slab (de platte steen met kruis op de begraafplaats bij de kerk, 56° 41' 21" N 2° 46' 53" W) is een klasse II Pictische steen van rode zandsteen en heeft beeldhouwwerk van hoge kwaliteit.
De steen is 2,3 meter hoog en 20 centimeter dik; de breedte bedraagt 1,3 meter onderaan en 0,9 meter bovenaan.
Op de voorzijde staat een versierd Keltisch kruis met ernaast zoömorfische figuren. Op de achterzijde is een veldslag afgebeeld tussen mannen met lange haren en mannen met helmen.
De uitgebeelde veldslag zou de Slag bij Nechtansmere kunnen zijn, die nabij Dunnichen tien kilometer ten zuiden van Aberlemno plaatsvond in het jaar 685. In deze slag werd koning Ecgfrith van Northumbria gedood, waarmee een einde kwam aan de bezetting van het zuiden van Pictland door de Angelsaksen. De afgebeelde mannen met lange haren stellen dan de langharige Picten voor. Afgebeeld is bijvoorbeeld een gehelmde Angelsaksische ruiter die op de vlucht slaat, waarbij hij het dode lichaam van een andere Angelsaks en een azende raaf achter zich laat. Deze steen is ook bekend onder de naam Aberlemno no. 2. In een latere periode is er een gat in de steen aangebracht.

## Beheer
De Aberlemno Sculptured Stones worden beheerd door Historic Scotland. Tussen oktober en maart zijn de stenen bedekt ter bescherming tegen de vrieskou.
Andere Pictische stenen zijn onder andere te zien in het Meigle Sculptured Stones Museum.